# Gaskonia

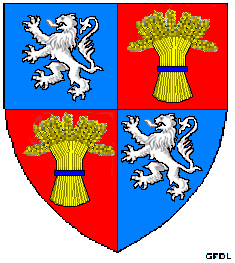
Herb Gaskonii

Flaga Gaskonii

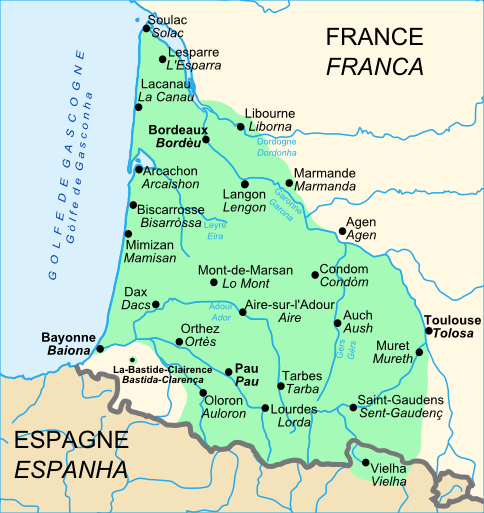
Mapa Gaskonii

Gaskonia (fr. Gascogne, gask. Gasconha) – kraina historyczna w południowo-zachodniej Francji, która przed rewolucją francuską (1789) miała status prowincji. Współcześnie jej terytorium znajduje się w regionie administracyjnym Nowa Akwitania. Na jej obszarze znajdują się departamenty: Landy, Pireneje Atlantyckie, Gers, Pireneje Wysokie (w całości), południowa część departamentu Lot i Garonna, południowo-zachodnia departamentu Tarn i Garonna i zachodnia departamentu Górna Garonna. Jej historyczną stolicą jest miasto Auch.
Gaskonia była w przeszłości zamieszkana przez spokrewnione z Baskami plemiona, które używały języka podobnego do baskijskiego. Nazwa Gaskonii wywodzi się z tego samego pnia co nazwa Kraju Basków (we wczesnym średniowieczu Waskonia). Dialekt gaskoński, regionalna odmiana języka oksytańskiego, był w użyciu aż do XIX wieku. Był to kraj rodzinny d’Artagnana, którego postać zainspirowała Aleksandra Dumasa do stworzenia głównego bohatera powieści Trzej muszkieterowie. Stąd wywodził się również główny bohater sztuki Cyrano de Bergerac (aczkolwiek postać ta ma niewiele wspólnego z rzeczywistym Cyrano de Bergerac, który był paryżaninem) oraz Henryk III, król Nawarry, późniejszy król Francji Henryk IV.
Gaskonia słynie ze swego douceur de vivre („słodkiego życia”): jedzenia (foie gras i brandy Armagnac), średniowiecznych miast i miasteczek (bastides) położonych wśród wzgórz, słonecznej pogody i krajobrazu z łańcuchem Pirenejów. Gaskonia jest popularnym celem turystów. W związku z masową emigracją mieszkańców, Gaskonia jest jednym z najsłabiej zaludnionych regionów Europy zachodniej i jednocześnie miejscem osiedlania się emerytów z wielkich miast północnej Europy (głównie z Francji, Anglii i krajów Beneluxu).